# 雲峰郡
雲峰郡（ウンボンぐん、운봉군）は今の雲峰邑を中心に阿英面、引月面、山内面などの現在の韓国全羅北道南原市東部の1邑3面地域にあった旧行政区域である。

## 由来
百済の阿英城・阿莫城だった。三国史記地理誌では新羅の母山県といって、非常に初期から新羅領土だったと書いているが、地理的に不可能な話であり、これは三国時代後期の記録とされている。むしろこの一帯で、伽耶の遺物が多く出土され、伽耶と関連があるとされる。于勒十二曲に出てくる上奇物がこの地域と推定される。雲峰という名前は新羅時代以降で、阿英、阿容谷、阿莫などの別号とも呼ばれた。 

## 歴史
- 馬韓の領域に属し、大伽耶が進出して上奇勿を建てた。

- 武寧王のときに百済に編入された。阿莫城はこの頃に築造された。

- 565年 新羅がこの地域を占領して母山県を設置した。その後、この地域は新羅と百済の激しい国境紛争地域となった。

- 602年 百済武王3年、百済軍が母山城を包囲攻撃して撃退した。

- 616年 百済武王17年、母山城が百済軍に陥落した。以後、この地域は百済の対新羅侵攻ルートに属した。

- 757年 景徳王16年に行政制度改編で雲峰県に改称された後、康州天嶺郡の領県となった。

雲峰という名前はその後変わらず続く。一方、今の阿英面阿谷里一帯には阿容部曲があった。
- 940年（高麗太祖23年） 南原府の属県となった。

- 1380年（禑王6年） 雲峰県地域の山である荒山で荒山大捷が勃発し、李成桂、裵克廉などが指揮する高麗軍が倭寇を殲滅した。

- 1391年（恭譲王3年） 阿容谷勧農兵馬使を置いた。

- 李氏朝鮮が開国した1392年（太祖元年）甘茂が実治し、南原から独立した。

- 1605年（宣祖38年）に南原に合併され、1611年（光海君3年）再分割された。

- 1895年 23府制施行により行政区域が再編され、県制度が廃止されたため、郡に昇格し、南原府管轄の雲峰郡となった。その後、再び13道制により全羅北道に属した。

日本統治時代の1914年に日本による行政区画の再編で南原郡に統廃合された。
- 1995年雲峰面が雲峰邑に昇格し、旧雲峰郡地域は南原市傘下1邑3面に編成され、現在に至る。

## 関連リンク
- 于勒十二曲
- 荒山大捷
- 雲峰邑